# Усть-Кулатка
Усть-Кулатка — село в Старокулаткинском районе Ульяновской области. Входит в состав Старокулаткинского городского поселения.
Население - 436 (2010)
В селе действуют Устькулаткинская средняя школа, отделение связи.

## История
Основано в начале XVIII века. 
В Списке населённых мест Российской империи по сведениям за 1859 год, упоминается как казённая деревня Усть-Кулатка Хвалынского уезда Саратовской губернии, расположенная при ключе Кулатка по левую сторону тракта из квартиры первого стана в квартиру второго стана на расстоянии 20 вёрст от уездного города. В населённом пункте насчитывалось 60 дворов, проживали 163 мужчины и 187 женщин, имелась 1 мечеть. 
Согласно переписи 1897 года в Усть-Кулатке проживали 640 жителей (315 мужчин и 325 женщин), из них магометан - 632.
Согласно Списку населённых мест Саратовской губернии 1914 года Усть-Кулатка относилась к Ново-Зимницкой волости. По сведениям за 1911 год в деревне насчитывалось 124 двора, проживали 796 жителей (388 мужчин и 408 женщин), имелись 1 мечеть и магометанская школа. В деревне проживали преимущественно бывшие государственные крестьяне, татары, составлявшие одно сельское общество.

## География
Село находится в пределах Приволжской возвышенности, являющейся частью Восточно-Европейской равнины, на правом берегу реки Кулатка, на высоте около 75 метров над уровнем моря. В 4,4 км западнее села возвышается гора Золотая высотой 271,8 метров над уровнем моря. Почвы - чернозёмы выщелоченные и чернозёмы остаточно-карбонатные.
Село расположено в 12 км по прямой в западном направлении от районного центра посёлка городского типа Старая Кулатка. По автомобильным дорогам расстояние до районного центра составляет 19 км, до областного центра города Ульяновска - 260 км, до ближайшего города Хвалынска (Саратовская область) - 34 км. Ближайшая железнодорожная станция Кулатка (линия Сызрань — Сенная) расположена в 13 км (расстояние по автодорогам).
Часовой пояс
Усть-Кулатка, как и вся Ульяновская область, находится в часовой зоне МСК+1. Смещение применяемого времени относительно UTC составляет +4:00.

## Население
Динамика численности населения по годам:
| Годы      | 1859 | 1897 | 1911 | 1989 | 2002 |
| --------- | ---- | ---- | ---- | ---- | ---- |
| Население | 350  | 640  | 796  | ≈580 | 481  |

| 2010 |
| ---- |
| 436  |

Национальный состав
Согласно результатам переписи 2002 года татары составляли 100 % населения села.

## Достопримечательности
- Обелиск павшим воинам[14].
- Рядом с селом расположена возвышенность «Золотая гора», которая входит в Старокулаткинский федеральный заказник. На ней произрастает более 40 редких и исчезающих видов растений[15].